# NGC 6364
NGC 6364 (другие обозначения — UGC 10835, MCG 5-41-13, ZWG 170.27, PGC 60228) — линзообразная галактика (S0) в созвездии Геркулес.
Этот объект входит в число перечисленных в оригинальной редакции «Нового общего каталога».